# Critics' Choice Movie Award du meilleur film d'action

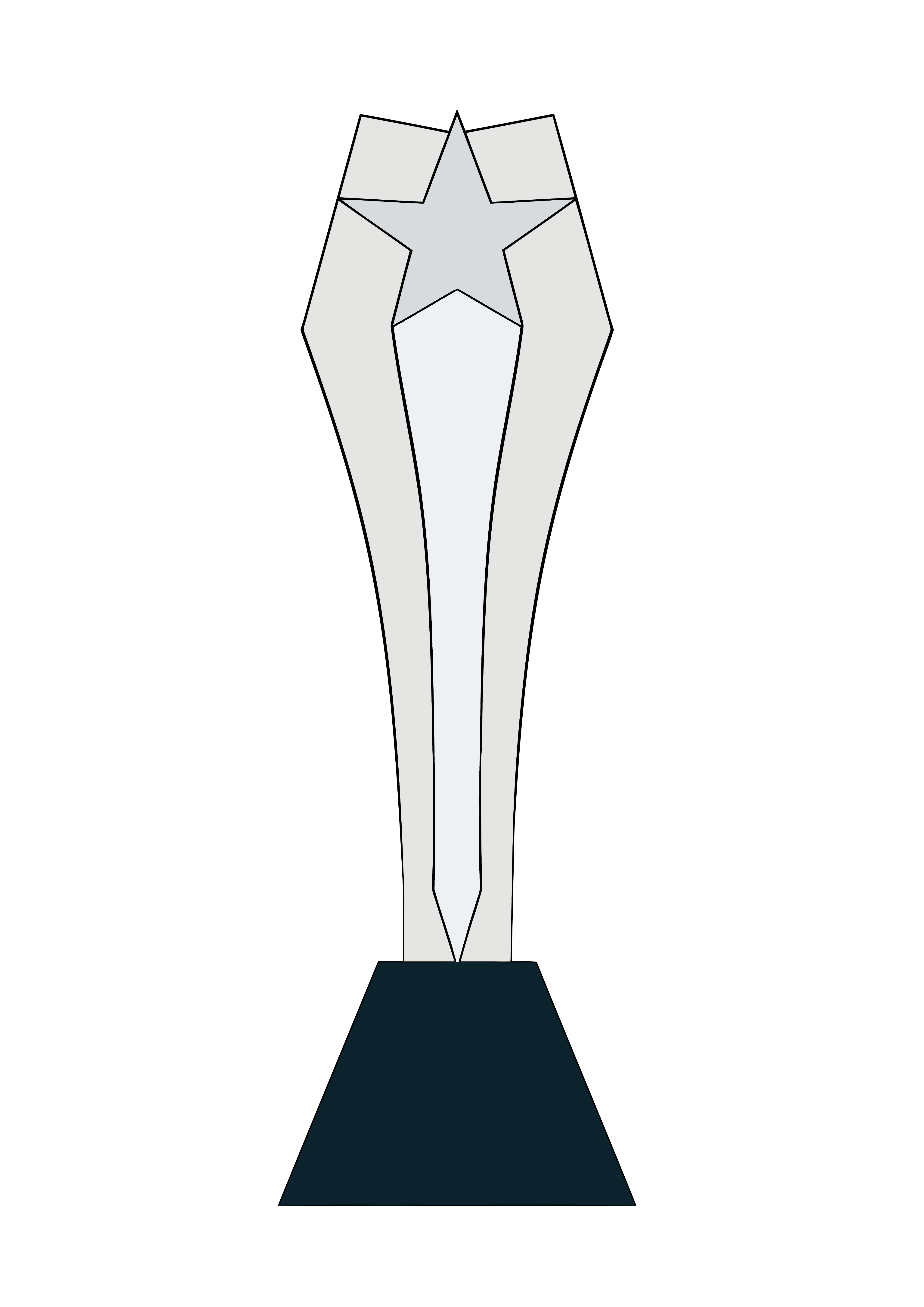
Le prix du Critics' Choice Movie Award.

Le Critics' Choice Movie Award du meilleur film d'action (Broadcast Film Critics Association Award for Best Action Film) est l'une des récompenses décernées aux professionnels de l'industrie du cinéma par le jury de la Broadcast Film Critics Association depuis 2009.

## Palmarès

### Années 2000
- 2009 : The Dark Knight : Le Chevalier noir (The Dark Knight) 
  - Iron Man
  - Indiana Jones et le Royaume du crâne de cristal (Indiana Jones and the Kingdom of the Crystal Skull)
  - Quantum of Solace
  - Wanted : Choisis ton destin (Wanted)

### Années 2010
- 2010[1] : Avatar
  - Démineurs (The Hurt Locker)
  - District 9
  - Star Trek
  - Inglourious Basterds

- 2011[2] : Inception
  - Kick-Ass – Matthew Vaughn
  - Red
  - The Town
  - Unstoppable

- 2012[3] : Drive
  - Fast and Furious 5 (Fast Five)
  - Hanna
  - La Planète des singes : Les Origines (Rise of the Planet of the Apes)
  - Super 8

- 2013[4] : Skyfall
  - Avengers (The Avengers)
  - The Dark Knight Rises
  - Looper

- 2014[5] : Du sang et des larmes (Lone Survivor)
  - Hunger Games : L'Embrasement (The Hunger Games: Catching Fire)
  - Iron Man 3
  - Rush
  - Star Trek Into Darkness

- 2015[6] : Les Gardiens de la Galaxie (Guardians of the Galaxy)
  - American Sniper
  - Captain America : Le Soldat de l'hiver (Captain America: The Winter Soldier)
  - Edge of Tomorrow
  - Fury
- 2016 : Mad Max: Fury Road
  - Fast and Furious 7 (Furious 7)
  - Jurassic World
  - Mission impossible 5 : Rogue Nation (Mission: Impossible - Rogue Nation)
  - Sicario
- 2017 : Tu ne tueras point (Hacksaw Ridge)
  - Captain America: Civil War
  - Deadpool
  - Doctor Strange
  - Jason Bourne
- 2018 : Wonder Woman
  - Baby Driver
  - Logan
  - Thor : Ragnarok
  - La Planète des singes : Suprématie (War for the Planet of the Apes)

- 2019 : Mission impossible : Fallout
  - Avengers: Infinity War
  - Black Panther
  - Deadpool 2
  - Ready Player One
  - Les Veuves (Widows)

### Années 2020
- 2020 : Avengers: Endgame
  - 1917
  - Le Mans 66 (Ford v Ferrari)
  - John Wick Parabellum (John Wick: Chapter 3 – Parabellum)
  - Spider-Man: Far From Home